# John Filan
John Filan (Sydney, 8 febbraio 1970) è un allenatore di calcio ed ex calciatore australiano, di ruolo portiere.

## Palmarès

### Individuale
- Squadra dell'anno della PFA: 1

2002-2003 (Division Two)